# Сюзън Уигс
Сюзън Уигс (на английски: Susan Wiggs) е американска писателка на бестселъри в жанра исторически и съвременен любовен роман.

## Биография и творчество
Сюзън Уигс е родена на 17 май 1958 г. в Олийн, щат Ню Йорк, САЩ. Започва да пише още на 8 години първия си роман – „A Book About Some Bad Kids“. Завършва университета „Стивън Ф. Остин“ в Тексас през 1979 г. и Харвардския университет с докторска степен през 1980 г.
През 1980 г. се омъжва за Джеймс Уигс. Имат дъщеря – Елизабет.
В периода 1980 – 1991 г. работи като учител по математика. По време на следването си, и в началото на работата си като учител, изоставя мечтата си да бъде писател. Тя продължава да чете много, особено любовни романи. Една вечер през 1983 г. започва да пише отново, като използва работното заглавие „A Book About Some Bad Adults“.
Продължава да пише упорито и през 1987 г. е публикуван първия ѝ любовен роман „Texas Wildflower“. През 1991 г. тя напуска работата си и се посвещава на писателската си кариера.
Произведенията на писателката почти винаги са в списъците на бестселърите. Нейните трогателни любовни романи са преведени на повече от 25 езика по света. Три от тях са удостоени с престижната награда „РИТА“ на Асоциацията на писателите на любовни романи на Америка, с което влиза в Залата на славата на писателите на любовни романи. През 2001 г. получава награда за цялостно творчество за американски исторически любовен роман от списание „Romantic Times“.
Сюзън Уигс живее със съпруга и дъщеря си в Бейнбридж Айланд, щат Вашингтон.

## Произведения

### Самостоятелни романи
- Texas Wildflower (1987)
- Briar Rose (1987)
- Embrace the Day (1988) – като Сюзън Чилдрес
- Winds of Glory (1988)
- Moonshadow (1989)
- The Lily and the Leopard (1991)
Лилията и Леопарда, изд.: ИК „Бард“, София (1996), прев. Пенка Дамянова
- The Raven and the Rose (1991)
- The Mist and the Magic (1993)
- Lord of the Night (1994) – награда „РИТА“
Господарят на нощта, изд.: ИК „Ирис“, София (2000), изд.: „СББ Медиа“, София (2018), прев. Ваня Пенева
- Miranda (1996)
- The Lightkeeper (1997)
- The Drifter (1998)
- In Our Dreams (1998) – с Барбара Къмингс, Патриша Гарднър Евънс, Рут Глик, Къртни Хенке, Мери Кърк, Кори Макфаден, Линда Лейл Милър, Патриша Потър и Мери Джо Пътни
- The You I Never Knew (2001)
Завръщане у дома, изд.: „СББ Медиа“, София (2014), прев. Таня Гарабедян
- Passing Through Paradise (2002)
Болезнено щастие, изд.: ИК „Компас“, Варна (2005), прев. Есин Халид
- Home Before Dark (2003)
- Summer by the Sea (2004)
- Table for Five (2005)
- Lakeside Cottage (2005) – награда „РИТА“
- Just Breathe (2008)
- The Goodbye Quilt (2011)
- The Mistress of Normandy (2014)
- The Maiden of Ireland (2014)
- The St. James Affair (2014)
- Family Tree (2016)
- Island Time (2016)
- The Key Ingredient (2016)
- Map of the Heart (2017)
- Between You and Me (2018)

### Серия „Откритие“ (Discovery)
1. October Wind (1994)
2. Jewel of the Sea (1994)
3. Kingdom of Gold (1994)

### Серия „Тюдор Роуз“ (Tudor Rose)
1. Circle in the Water (1994) – издаден и като „At the King's Command“
2. Vows Made in Wine (1995) – издаден и като „The Maiden's Hand“
Магията на виното, изд.: ИК „Ирис“, София (1997), прев. Иванка Радинска
3. Dancing on Air (1996) – издаден и като „At the Queen's Summons“

### Серия „Хрониките на Калхун“ (Calhoun Chronicles)
1. The Charm School (1999)
2. The Horsemaster's Daughter (1999)
3. Halfway to Heaven (2001)
4. Enchanted Afternoon (2002)
5. A Summer Affair (2003)

### Серия „Чикагския пожар“ (Chicago Fire Trilogy)
1. The Hostage (2000)
2. The Mistress (2000) – награда „РИТА“
3. The Firebrand (2001)

### Серия „Офицерски съпруги“ (Ocean Between Us)
1. The Ocean Between Us (2004)
Офицерски съпруги, изд.: ИК „Компас“, Варна (2006), прев. Мария Борисова
2. The Story of Us (2010)

### Серия „Хрониките на Лейкшър“ (Lakeshore Chronicles)
1. Summer At Willow Lake (2006)
2. The Winter Lodge (2007)
3. Dockside (2007)
4. Snowfall at Willow Lake (2008)
5. Fireside (2009)
6. Lakeshore Christmas (2009)
7. The Summer Hideaway (2010)
8. Marrying Daisy Bellamy (2011)
9. Return to Willow Lake (2012)
10. Candlelight Christmas (2013)

- Homecoming Season (2008) в „More Than Words: Stories of Courage“

### Серия „Хрониките на Бела Виста“ (Bella Vista Chronicles)
1. The Apple Orchard (2012)
2. The Beekeeper's Ball (2014)

### Участие в общи серии с други писатели

#### Серия „Коледни антологии на Арлекин“ (Harlequin Christmas Anthologies)
- Merry Christmas, Baby! (1996) – сборник с Боби Хътчинсън и Карън Йънг

от серията има още 11 сборника от различни автори

#### Серия „Ергенски търг“ (Bachelor Auction)
- Husband for Hire (1999)

от серията има още 16 романа от различни автори

#### Серия „Повече от думи“ (More Than Words)
3. More Than Words, Volume 3 (2006) – с Тори Карингтън, Керън Харпър, Катрин Ман и Кейси Майкълс
- More Than Words: Stories of Courage (2008) – с Емили Ричардс и Шарън Сала

от серията има още 5 романа от различни автори

### Сборници
- Irish Magic (1995) – с Роберта Джелис, Морган Лиулин и Барбара Самюъл
- A Purrfect Romance (1995) – с Дженифър Блейк и Робин Лий Хачър
- This Time...Marriage (1996) – с Мюриел Йенсен и Джанис Кайзер
- Irish Magic II (1997) – с Роберта Джелис, Морган Лиулин и Барбара Самюъл
- That Summer Place (1998) – с Джил Барнет и Деби Макомбър
- Cinderfella / Lady of the Night (2002) – с Кейт Хофман
- It Happened One Christmas (2003) – с Джули Макбрайд и Нанси Уорън
- Snowstorm Heat Bundle (2008) – с Кейт Хофман и Катрин Ман
- Private Paradise / Island Time / Old Things (2008) – с Джил Барнет и Деби Макомбър
- Romancing the Holidays Bundle 2009 (2009) – с Линдзи Маккена, Карол Мортимър и Шерил Удс
- Summer Brides (2010) – със Сюзън Малъри и Шерил Удс

### Новели
- The Borrowed Bride (2010)

### Разкази
- Homecoming Season (2008)

### Документалистика
- How I Planned Your Wedding (2011) – с Елизабет Уигс Маас